# Дубровка (сільське поселення селище Раменський)
Дубровка (рос. Дубровка) — присілок в Мосальському районі Калузької області Російської Федерації.
Населення становить 5 осіб. Входить до складу муніципального утворення Селище Раменський.

## Історія
Від 2004 року входить до складу муніципального утворення Селище Раменський.

## Населення
| 2002 | 2010 |
| ---- | ---- |
| 7    | ↘5   |